# Imre Hollai
Imre Hollai (en húngaro: Hollai Imre) (Budapest, 22 de enero de 1925 - Budapest, 22 de noviembre de 2017) fue un diplomático y político húngaro, quien se desempeñó como presidente de la Asamblea General de las Naciones Unidas de 1982 a 1983, durante su trigésimo séptimo período de sesiones.

## Biografía
Nació en Újpest (hoy distrito de Budapest) el 22 de enero de 1925, siendo hijo de Béla Hollai y Emma Putz. Se unió al Partido Comunista de Hungría (MKP) en 1945. Mecánico de profesión, se unió al servicio exterior húngaro en 1949. Se graduó en el Instituto Lenin de la Universidad Eötvös Loránd en 1952. Mientras tanto, se desempeñó como asesor político y luego jefe adjunto del Departamento de Relaciones Internacionales de la Dirección Central del Partido de los Trabajadores Húngaros (PDM) de 1949 a 1955.
Fue representante adjunto de Hungría ante las Naciones Unidas desde 1955 hasta 1960, residiendo en la ciudad de Nueva York. Al volver a su país, fue jefe de relaciones exteriores del Comité Central del Partido Socialista Obrero Húngaro (MSZMP) desde 1960 hasta 1963. Posteriormente, se desempeñó como embajador en Grecia y Chipre desde 1964 hasta 1970, y como viceministro de Relaciones Exteriores de Hungría entre 1970 y 1974.
Se desempeñó como representante permanente de Hungría ante las Naciones Unidas de 1974 a 1980 y nuevamente fue viceministro de Relaciones Exteriores de Hungría  entre junio de 1980 y 1984. Mientras ocupó este cargo, se desempeñó como presidente de la Asamblea General de las Naciones Unidas entre 1982 y 1983. Por su buen desempeño en el cargo y buena reputación entre los diplomáticos en la ONU, fue visto como una amenaza para los altos mandos comunistas en Hungría y se vio obligado a regresar como embajador a su cargo anterior en Grecia y Chipre en 1984.
Se retiró del servicio diplomático el 28 de febrero de 1989. Sin embargo, había sido un miembro activo del consejo de Presidentes de la Asamblea General, el organismo que asesoraba informalmente al Secretario General de las Naciones Unidas. Falleció el 22 de noviembre de 2017, a los 92 años.

## Obras
- Hollai, Imre (2010). Út az elnökséghez [The Road To Presidency] (en húngaro). Ad Librum Kiadó. ISBN 978-615-501-456-7.